# آرمالکولایت

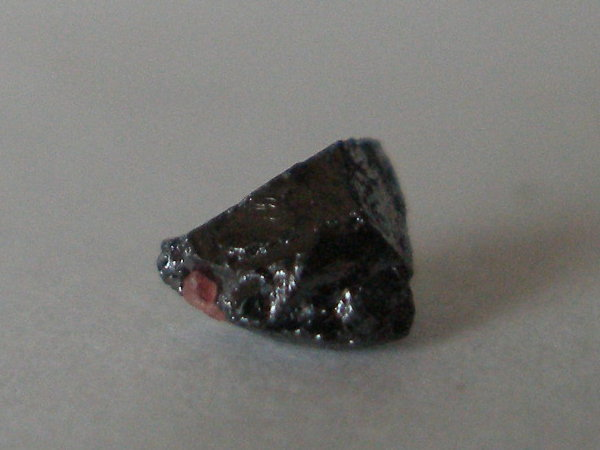
آرمالکولایت یافت شده در معدنی در میانمار

آرمالکولیت (/ ˌɑ:rˈmɑ:lkəlaɪt /) ماده معدنی غنی از تیتانیوم با فرمول شیمیایی (Mg, Fe2 +) Ti2O5 است. اولین بار در پایگاه Tranquility در ماه در سال ۱۹۶۹ و در جریان مأموریت آپولو ۱۱ یافت شد و نام آن بر اساس اسم آرمسترانگ، آلدرین و کالینز، سه فضانورد آپولو ۱۱ است. این ماده به همراه tranquillityite و pyroxferroite یکی از سه ماده معدنی جدید است که در ماه کشف شده‌است. بعداً آرمالکولایت در مکان‌های مختلف زمین شناسایی شد و در آزمایشگاه سنتز شده‌است. (Tranquillityite و pyroxferroite نیز بعداً در مکان‌های مختلف روی زمین یافت شدند). سنتز این ماده معدنی نیاز به فشارهای کم، دمای بالا و کوئنچ سریع از حدود ۱۰۰۰ درجه سانتیگراد تا دمای محیط دارد. آرمالکولیت در دمای زیر ۱۰۰۰ درجه سانتیگراد به مخلوط ایلمنیت غنی از منیزیم و روتیل تجزیه می‌شود، اما با خنک شدن تبدیل آن کند می‌شود. به دلیل این نیاز به کوئنچ کردن، آرمالکولایت نسبتاً نادر است و معمولاً در بین سایر مواد معدنی در ارتباط با ایلمنیت و روتیل یافت می‌شود.

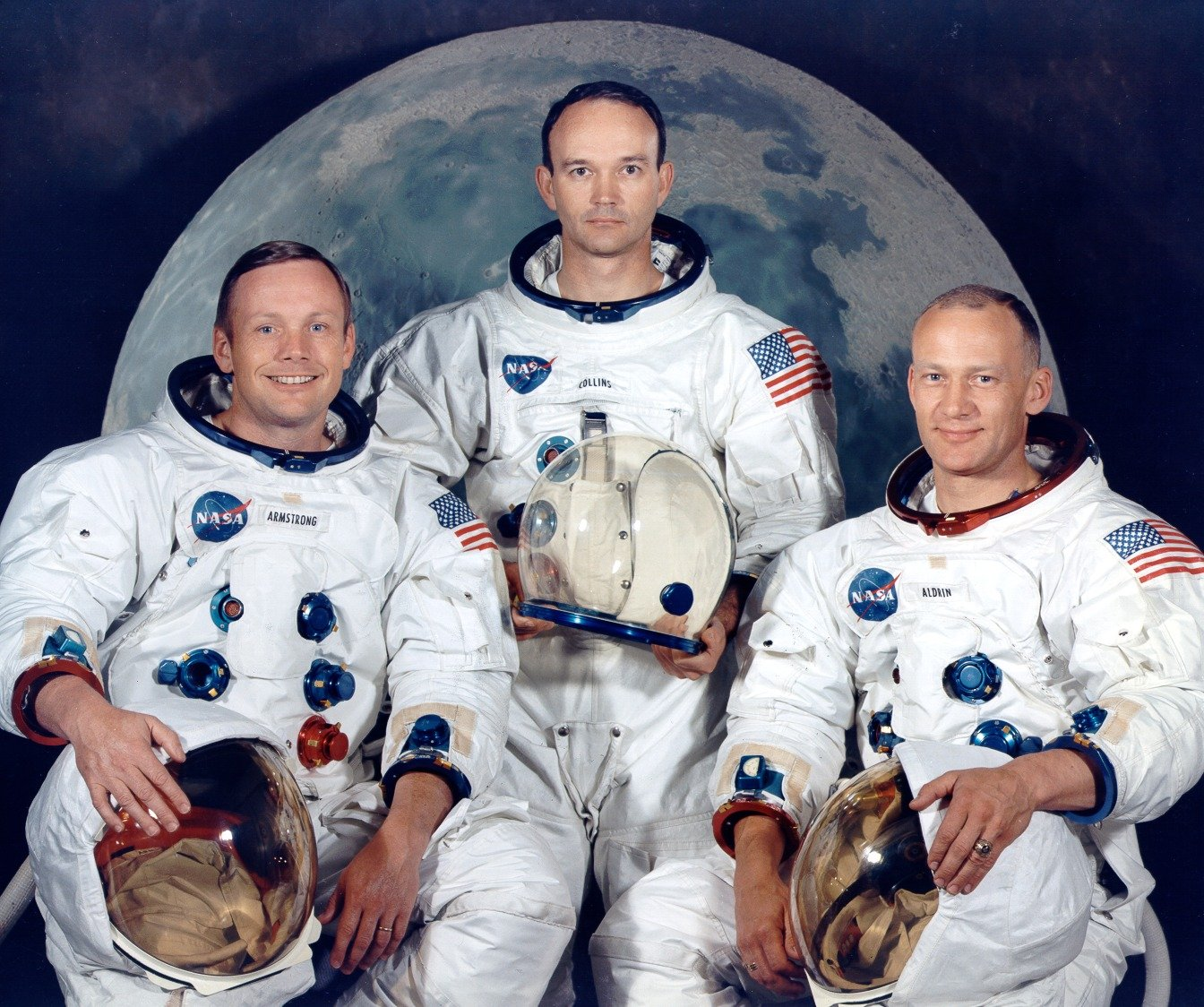
فضانوردان آپولو

## محل کشف
آرمالکولیت در اصل در ماه، در دریای آرامش در پایگاه آرامش و همچنین در دره لیترو-تاروس و ارتفاعات دکارت یافت شد. بیشترین میزان این ماده توسط مأموریت‌های آپولو ۱۱ و ۱۷ تأمین شد. بعداً بر روی زمین از نمونه‌های زیر آب لامپرویت و شاخه‌های گرفته شده در اسموکی بات، منطقه گارفیلد، مونتانا، ایالات متحده شناسایی شد. روی زمین، همچنین در آلمان (دهانه برخورد Nlinrdlinger Ries در بایرن)، گرینلند (جزیره دیسکو)، مکزیک (مخروط سیلندر ال تورو، سان لوئیس پوتسی)، آفریقای جنوبی (معادن کیمبرلایت Jagersfontein , Bultfontein و Dutoitspan)، اسپانیا (استان آلباسیته و جومیلا، مورسیا)، اوکراین (پریپیات سول)، ایالات متحده (معدن نیپا، شهرستان اووالده، تگزاس و اسموکی بات، اردن، مونتانا) و زیمبابوه (منطقه مویینزی). همچنین آرمالکولیت در شهاب سنگ‌های ماه مانند Dhofar 925 و ۹۶۰ که در عمان یافت شده‌است، شناسایی شد.
آرمالکولیت یک ماده معدنی جزئی است که در سنگهای بازالت غنی از تیتانیوم، گدازه آتشفشانی و گاهی پگماتیت گرانیت، سنگهای اولترا مافیک، لامپرویت‌ها و کیمبرلیت‌ها یافت می‌شود. این ماده با انواع اکسیدهای آهن - تیتانیوم مخلوط، گرافیت، آنالایم، دیوپسید، ایلمنیت، فلوگوپیت و روتیل همراه است. این بلورهای کشیده تا طول تقریباً ۰/۱–۳/۳ میلی‌متر را که در یک ماتریس بازالت جاسازی شده تشکیل می‌دهد. تجزیه و تحلیل پتروگرافی نشان می‌دهد که آرمالکولیت به‌طور معمول در فشارهای کم و دمای بالا تشکیل می‌شود.

## سنتز
بلورهای آرمالکولیت تا طول چندین میلی‌متر را می‌توان با مخلوط کردن پودرهای آهن، اکسیدهای تیتانیوم و منیزیم به نسبت صحیح، ذوب شدن آنها در کوره در حدود ۱۴۰۰ درجه سانتیگراد، اجازه داد تا ذوب برای چند روز در حدود ۱۲۰۰ درجه سانتی گراد متبلور شود. و سپس بلورها را به دمای محیط خاموش کنید. برای جلوگیری از تبدیل آرمالکولیت به مخلوط ایلمنیت غنی از منیزیم (Mg-FeTiO3) و روتیل (TiO2) در دمای زیر ۱۰۰۰ درجه سانتیگراد، مرحله کوئنچ مورد نیاز است. این دمای آستانه تبدیل با فشار افزایش می‌یابد و در نهایت از نقطه ذوب عبور می‌کند، به این معنی که ماده معدنی نمی‌تواند در فشارهای کافی بالا تشکیل شود. به دلیل این تبدیل به ایلمنیت، آرمالکولیت فراوانی نسبتاً کمی دارد و با ایلمنیت و روتیل ترکیب است. در نتیجه، مقدار نسبی ایلمنیت و آرمالکولیت می‌تواند به عنوان شاخص سرعت کوونچ یک ماده معدنی در طول دوره تشکیل آن استفاده شود.

## خواص
آرمالکولیت یک فرمول شیمیایی عمومیMg,Fe2+)Ti2O5) دارد. این ماده، توده‌های مات را تشکیل می‌دهد که در انعکاس به نظر می‌رسد خاکستری (ارتوآرمالکولیت) تا قهوهای مایل به زرد (پارامارمالکولیت)، با بیشتر تفاوت در انواع خاکستری، به ویژه در نمونه‌های مصنوعی است. ساختار کریستال برای ارتو و پارآرمالکولیت یکسان است. ترکیب شیمیایی آن‌ها تفاوت قابل توجهی ندارد، اما تفاوت در محتوای MgO و Cr2O3 وجود دارد که به رنگ آمیزی غیر مشابه نسبت داده می‌شود. [۱۲] [۱۵] آرمالکولیت بخشی از گروه سودوبروکیت است که از مواد معدنی با فرمول عمومی X2YO5 تشکیل شده‌است. X و Y معمولاً (+Fe(2+,3 و Mg و Al و Ti هستند. اعضای نهایی عبارتند از: آرمالکولیت (Mg, Fe) Ti2O5))، سودوبروکیت (Fe2TiO5)، فروپسودوبروکیت (FeTi2O5) و «کاررویت» (MgTi2O5) می‌باشد. این مواد تک ساختاری هستند و همگی دارای ساختار بلورهای orthhorhombic هستند و در سنگ‌های قمری و زمینی وجود دارند.

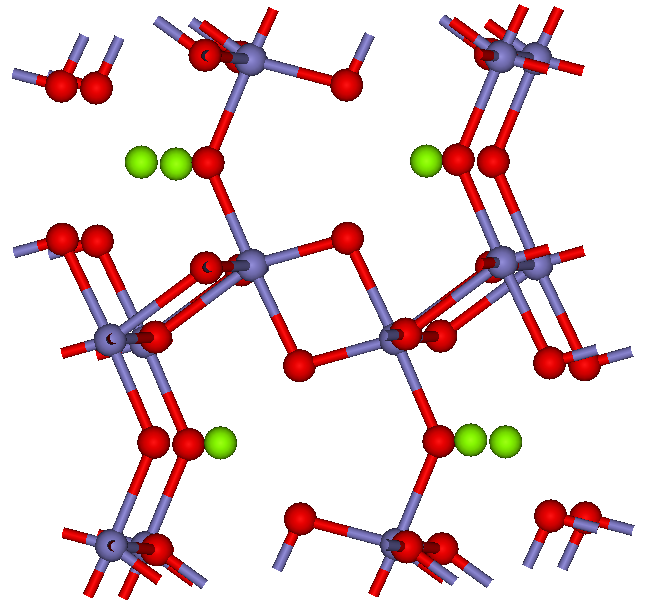
ساختار آرماکولایت

ترکیب شیمیایی اکثر نمونه‌های آرمالکولیت را می‌توان به صورت اکسیدهای فلزی به شرح زیر تجزیه کرد: TiO2 (غلظت ۷۱–۷۶٪)، FeO (10-17%)، MgO (5.5-9.4%)، Al2O3 (1.48-2%)، Cr2O3 (0.3-2%) و MnO (0-0.83%). در حالی که محتوای تیتانیوم نسبتاً ثابت است، نسبت منیزیم به آهن متفاوت است و معمولاً کمتر از ۱ است. یک نوع به اصطلاح Cr-Zr-Ca از آرماکولیت که دارای محتوای بالا از Cr2O3 (4.3-11.5%)، ZrO2 (3.8-6.2%) و CaO (3-3.5%) است، از انواع دیگرمتمایز می‌شود. این گونه‌ها متمایز نیستند و ترکیبات میانی نیز یافت می‌شود. اصلاح آرماکولیت با فقر آهن (غنی سازی از منیزیم) همان ساختار بلوری را دارد و در پوسته زمین اتفاق می‌افتد که ماده معدنی به‌طور غیررسمی «کاررویت» نامگذاری شده‌است.
بیشتر تیتانیوم به دلیل محیط سنتز کاهنده در آرمالکولیت در حالت ۴+ وجود دارد، اما بخش قابل توجهی از +Ti3 در نمونه‌های ماه وجود دارد. نسبت +Ti3 + / Ti4 در آرمالکولایت می‌تواند به عنوان شاخص فوگاسیته (فشار جزئی مؤثر) اکسیژن در طول تشکیل ماده معدنی باشد. همچنین به فرد اجازه می‌دهد تا آرمالکولیت ماه و زمین را تشخیص دهد، به عنوان Ti3 + / Ti4 + = ۰ برای مورد دوم، یعنی زمین است.
ساختار بلوری آرمالکولیت نزدیک به بروکیت تحت تغییرات شکل‌پذیری شده‌است. این بنا بر اکتاهدرای تغییر شکل یافته، با یک اتم تیتانیوم در مرکز و شش اتم اکسیژن در گوشه‌ها است. یون‌های منیزیم یا آهن در محل‌های بینابینی قرار دارند. آنها به چارچوب شبکه ای که توسط پیوندهای Ti-O از طریق گوشه‌های هشت ضلعی نگهداری می‌شود، کمک قابل توجهی نمی‌کنند. با این حال، این یون‌ها بر خصوصیات نوری تأثیر می‌گذارند، و ماده معدنی را در مقابل دی‌اکسید تیتانیوم شفاف TiO2 مات می‌کند.